# Max Delvalle
Max Delvalle Levy-Maduro (Panamá, 27 de febrero de 1911-Panamá, 20 de diciembre de 1979) fue Vicepresidente de Panamá desde el 1 de octubre de 1964 hasta el 1 de octubre de 1968 y ejerció como presidente por dos cortos períodos, entre el 8 y el 15 de abril de 1967 y, en 1968, desde el 24 de marzo al 5 de abril.
En 1968 el país estaba convulsionado políticamente. El gabinete de gobierno dimitió en pleno el día 4 de marzo, y el día 5 se nombró una comisión de investigación sobre el presidente Marco Aurelio Robles Méndez. El presidente fue destituido el día 24 por la Asamblea Nacional, que dio posesión a Max Delvalle, lo que no fue acatado por la comandancia de la Guardia Nacional jefaturada por el General Bolívar Vallarino.
Lo anterior, provocó manifestaciones en todo el país, a tal punto que había dos Presidentes de la República: uno reconocido por el parlamento y el otro por la Guardia Nacional. La crisis se precipitó por dos semanas, con el poder ejecutivo en manos del general Vallarino.
En efecto, el 5 de abril de 1968, la Corte Suprema dictó un fallo en que expresó que la Asamblea Nacional había incurrido en faltas de procedimiento, no se había asignado un defensor de oficio al presidente, las pruebas no habían sido autenticadas y no se había acatado el amparo de garantías emitido por la justicia municipal y que por lo tanto,[cita requerida] el juicio de destitución contra el presidente Robles era inválido.
Falleció en Ciudad de Panamá en 1979, a los 68 años de edad. Fue tío del también presidente de Panamá, Eric Arturo Delvalle.